# ادمانت
ادمانت (به آلمانی: Admont) یک شهر بازاری و municipality of Austria در اتریش است که در Liezen District واقع شده‌است.

## خصوصیات
ادمانت ۷۵٫۹۶ کیلومترمربع مساحت دارد ۶۴۰ متر بالاتر از سطح دریا واقع شده‌است.